# Watermuur
Watermuur (Stellaria aquatica, synoniem: Myosoton aquaticum (L.) Moench) is een meerjarige plant uit de anjerfamilie (Caryophyllaceae). In de bloeitijd heeft de plant een lengte van 30 tot 120 cm. De slappe stengel ligt of steunt op ander gewas. De bloeiperiode strekt zich uit van juni tot september. Watermuur groeit in grote delen van het Europese laagland op stikstofrijke vochtige plaatsen, onder heggen in dicht loofbos of langs sloten.
De stengels zijn klierachtig behaard en dragen brede eironde bladen. De onderste zijn gesteeld, de bovenste niet. Watermuur heeft witte bloemen bovenaan de stengels met een losse bloeiwijze, ze hebben elk vijf diep ingesneden kroonbladen en vijf stijlen. De vruchtjes zijn bruine doosvruchten die opensplijten wanneer ze rijp zijn om de zaden vrij te laten.